# Macalpinomyces sporoboli
Macalpinomyces sporoboli är en svampart som först beskrevs av Tracy & Earle, och fick sitt nu gällande namn av Vánky 2003. Macalpinomyces sporoboli ingår i släktet Macalpinomyces och familjen Ustilaginaceae.   Inga underarter finns listade i Catalogue of Life.